# Litoria freycineti
Espèce
Synonymes
- Litoria freycinetii var. verruculata Keferstein, 1867
- Litoria copei Steindachner, 1867

Statut de conservation UICN

 VU B2ab(ii,iii,iv,v) : Vulnérable
Litoria freycineti est une espèce d'amphibiens de la famille des Pelodryadidae.

## Répartition

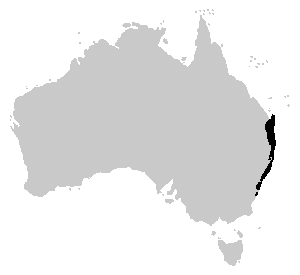
Distribution

Cette espèce est endémique d'Australie. Elle se rencontre sur la côte Est depuis l'île Fraser dans le Queensland jusqu'au sud du Territoire de la baie de Jervis au centre-est de la Nouvelle-Galles du Sud ce qui représente 58 600 km2

## Description
Les mâles mesurent de 34 à 39 mm et les femelles de 39 à 42 mm.

## Étymologie
Cette espèce est nommée en l'honneur de Louis Claude de Saulces de Freycinet.

## Publication originale
- Tschudi, 1838 : Classification der Batrachier, mit Berucksichtigung der fossilen Thiere dieser Abtheilung der Reptilien, p. 1-99 (texte intégral).